# داون سايزينغ
داون سايزينغ (بالإنجليزية: Downsizing)‏ هو فيلم خيالي علمي كوميدي أمريكي من إنتاج عام 2017، أخرجه ألكسندر باين، وكتب قصته باين مع جيم تايلور، أما البطولة فكانت لمات ديمون، وكريستوف فالتز، وهونغ تشاو، وكريستين ويج. يروي الفيلم قصة بول سافرانك، الذي قرر الخضوع لإجراءٍ اختُرِع مؤخرًا لتقليص جسده حتى يتمكن من بدء حياة جديدة في مجتمع مقصود معين، في نهاية الأمر، يخضع للإجراء بمفرده بعدما تراجعت زوجته في النهاية؛ تأخذ رحلته منعطفًا غير متوقع بعد أن يصادق ناشطًا فقيرًا. بدأ التصوّر الرئيسي للفيلم في أونتاريو، كندا في 1 أبريل 2016.
عُرض الفيلم للمرة الأولى في مهرجان البندقية السينمائي الرابع والسبعين في 30 أغسطس 2017، ثم عرضته باراماونت بيكتشرز في دور السينما في الولايات المتحدة في 22 ديسمبر 2017. بلغت أرباح الفيلم 55 مليون دولار أمريكي فقط مقارنةً بتكاليف الإنتاج التي تراوحت بين 68 و76 مليون دولار أمريكي، وتلقّى أراء متباينةً من النقاد.. على الرغم من ذلك، اختار المجلس الوطني للمراجعة الفيلم كأحد أفضل عشرة أفلام لعام 2017، رُشّحت الممثلة تشاو لنيل جائزة غولدن غلوب لأفضل ممثلة مساعدة - فيلم في جوائز الغولدن غلوب الخامسة والسبعين.

## روابط خارجية
- تقليص الحجم على موقع IMDb (الإنجليزية)
- تقليص الحجم على موقع ميتاكريتيك (الإنجليزية)
- تقليص الحجم على موقع روتن توميتوز (الإنجليزية)
- تقليص الحجم على موقع نتفليكس (الإنجليزية)
- تقليص الحجم على موقع ألو سيني (الفرنسية)
- تقليص الحجم على موقع Turner Classic Movies (الإنجليزية)
- تقليص الحجم على موقع أول موفي (الإنجليزية)
- تقليص الحجم على موقع بوكس أوفيس موجو (الإنجليزية)
- تقليص الحجم على موقع فيلمافينيتي (الإسبانية)
- تقليص الحجم على موقع قاعدة بيانات الأفلام السويدية (السويدية)